# Деймадаглы
Деймадаглы или Даймадаглы (азерб. Dəymədağlı) — село в Огузском районе Азербайджана. 

## География
Расположено на првом берегу реки Тикянлычай в 30 км к юго-востоку от города Огуза. Рядом проходит трасса Огуз-Габала. Входит в Синджанский муниципалитет.

## История
Деймадаглы основан выходцами из села Моллалы. Первоначально именовался как Деймадаглы Молла Вели.
Этноним состоит из слов — дейма (место у подножия горы, предназначенное для содержания скота) и даг (гора).

## Население
По материалам Азербайджанской сельскохозяйственной переписи 1921 года в селении Доймадаглы Халхало-Падарского сельского общества, Нухинского уезда в 25 хозяйствах, с преобладающим населением тюрками-азербайджанцами (азербайджанцами) проживали 140 человек, из них мужчин 76 и женщин 64.
На 2011 год численность населения Деймадаглы составляла 329 человек.
Жители были заняты животноводством, овощеводством, земледелием, садоводством.